# Karl Nef
Karl Nef (St. Gallen, 22 de agosto de 1873 - Basileia, 9 de fevereiro de 1935) foi um musicólogo, historiador da música, escritor e professor suíço.
Nef estudou violoncelo no Conservatório de Leipzig, em seguida, voltou-se para a musicologia sob a influência de Hermann Kretzschmar. Em 1897 mudou-se para Basileia, onde trabalhou primeiramente como editor de música e como correspondente musical do Basler Nachrichten. Foi nomeado em 1909 como professor adjunto e professor titular em 1923 da Universidade de Basileia, onde foi responsável pelo Instituto de Musicologia.
Entre seus escritos teóricos estão:
- Die Collegia musica in der deutschen reformierten Schweiz. Leipzig: Breitkopf u. Härtel; St. Gallen, Fehr, 1897.
- Zur Geschichte der deutschen Instrumentalmusik in der zweiten Hälfte des 17. Jahrhunderts. Leipzig: Breitkopf u. Härtel, 1902.
- Geschichte der Sinfonie und Suite. Leipzig: Breitkopf u. Härtel, 1921
- Die neun Sinfonien Beethovens. Leipzig: Breitkopf u. Härtel, 1928
- Einführung in die Musikgeschichte. Basel: Kober'sche Verlh., 1930
- Die Passionsoratorien Jean-François Lesueurs. Paris: E. Droz, 1933
- Geschichte unserer Musikinstrumente. Basel: Amerbach-Verl., 1949